# Sopelana
Sopelana város Spanyolországban,  Bizkaia tartományban. Sopelana Guecho, Berango, Urduliz és Barrika községekkel határos. Lakosainak száma 14 940 fő (2024).

## Népesség
A település népessége az utóbbi években az alábbiak szerint változott:
| Lakosok száma | 10 371 | 11 209 | 12 123 | 12 359 | 12 912 | 13 061 | 13 510 | 13 878 | 14 635 | 14 940 |
|               | 2001   | 2004   | 2007   | 2009   | 2012   | 2014   | 2017   | 2019   | 2022   | 2024   |